# Fuller & Sons Manufacturing Company

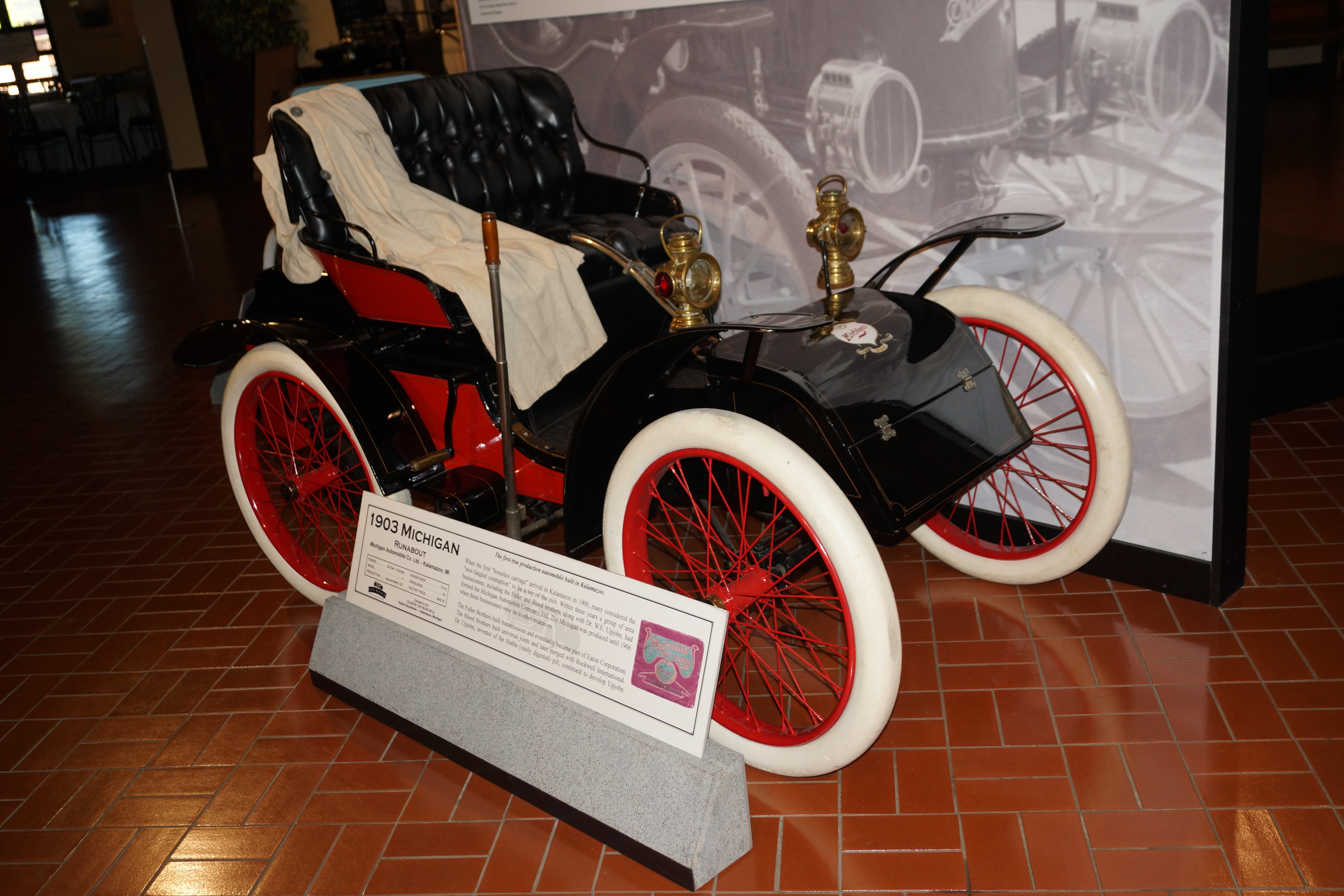
Michigan von 1903

Fuller & Sons Manufacturing Company, vorher Michigan Automobile Company Limited, war ein US-amerikanischer Unternehmen im Bereich von Automobilen.

## Unternehmensgeschichte
Die Brüder Charles D. und Frank D. Fuller sowie die Brüder Maurice und Charles Blood gründeten am 30. Dezember 1902 die Michigan Automobile Company Limited. Der Sitz war in Kalamazoo in Michigan. Charles Fuller war Vorsitzender, Frank Fuller Sekretär und Generalmanager, Maurice Blood Schatzmeister und Charles Blood Superintendent. Die Brüder Blood entwarfen 1903 einen ersten Prototyp. Im gleichen Jahr begann die Produktion von Automobilen. Der Markenname lautete Michigan. Ende 1904 verließen die Brüder Blood das Unternehmen und gründeten die Blood Brothers Automobile & Machinery Company.
Die Fullers produzierten noch bis 1907 Fahrzeuge. Danach stellten sie nur noch Teile und Zubehör her. Nach einigen Jahren änderten sie die Firmierung in Fuller & Sons Manufacturing Company, um Verwechslungen mit der 1911 im gleichen Ort gegründeten Michigan Motor Car Company zu vermeiden.
Es ist nicht bekannt, wann das Unternehmen aufgelöst wurde.
Es sind keine Verbindungen zu den anderen Herstellern von Personenkraftwagen der Marke Michigan bekannt: Michigan Automobile Company (1901), Michigan Motor Car Company (1904–1913) und Michigan Hearse & Motor Company (1916).

## Fahrzeuge
Der Prototyp von 1903 hatte einen Einzylindermotor mit 3,5 PS Leistung. Das Fahrgestell hatte 122 cm Radstand. Gelenkt wurde mit einem Lenkhebel.
In der Serienausführung erhielt das Fahrzeug die Bezeichnung Model A. Der Radstand wurde auf 137 cm verlängert. Der Aufbau war ein Runabout mit Platz für zwei Personen. Bis Ende 1904 entstanden hiervon etwa 100 Fahrzeuge.
1904 ergänzte das Model C das Sortiment. Es hatte einen Zweizylindermotor mit 12 PS Leistung. Der Radstand betrug 198 cm. Die Fahrzeuge wurden als leichte Tourenwagen bezeichnet. Hiervon entstanden bis Ende 1905 etwa 30 Fahrzeuge.
1905 kam das Model D dazu. Es hatte den gleichen Zweizylindermotor. Der Radstand war auf 203 cm verlängert worden. Der Aufbau wurde als Demi-Tonneau bezeichnet.
Ebenfalls 1905 erschien das Model E. Sein Zweizylindermotor leistete 16 PS. Der Radstand von 229 cm ermöglichte einen Aufbau als Tonneau mit seitlichem Zustieg. In den Jahren von 1906 bis 1907 war dies das einzige Modell im Angebot.

## Modellübersicht
| Jahr      | Modell  | Zylinder | Leistung (PS) | Radstand (cm) | Aufbau                |
| --------- | ------- | -------- | ------------- | ------------- | --------------------- |
| 1903      | Model A | 1        | 3,5           | 137           | Runabout              |
| 1904      | Model A | 1        | 3,5           | 137           | Runabout              |
| 1904      | Model C | 2        | 12            | 198           | Leichter Tourenwagen  |
| 1905      | Model C | 2        | 12            | 198           | Leichter Tourenwagen  |
| 1905      | Model D | 2        | 12            | 203           | Demi-Tonneau          |
| 1905      | Model E | 2        | 16            | 229           | Side Entrance Tonneau |
| 1906–1907 | Model E | 2        | 16            | 229           | Side Entrance Tonneau |